# Арджешелу
Арджешелу (рум. Argeșelu) — село у повіті Арджеш в Румунії. Входить до складу комуни Меречинень.
Село розташоване на відстані 111 км на північний захід від Бухареста, 7 км на північ від Пітешть, 107 км на північний схід від Крайови, 99 км на південний захід від Брашова.

## Населення
За даними перепису населення 2002 року у селі проживали 1619 осіб.
Національний склад населення села:
| Національність | Кількість осіб | Відсоток |
| -------------- | -------------- | -------- |
| румуни         | 1600           | 98,8%    |
| цигани         | 11             | 0,7%     |

Рідною мовою назвали:
| Мова      | Кількість осіб | Відсоток |
| --------- | -------------- | -------- |
| румунська | 1611           | 99,5%    |